# Đảo Komsomolets
Đảo Komsomolets (tiếng Nga: остров Комсомолец, nghĩa là "đảo Nam Đoàn viên Komsomol") là đảo cực bắc của nhóm đảo Severnaya Zemlya ở vùng Bắc cực thuộc Nga, đây là đảo lớn thứ ba trong nhóm. Đây là đảo lớn thứ 82 trên thế giới. Điểm cực bắc của đảo được gọi là Mũi Bắc Cực. Đây là điểm khởi đầu của nhiều cuộc thám hiểm Bắc cực.
Diện tích của hòn đảo được ước tính là 9.006 km². Độ cao lớn nhất của đảo là 780 m. Khoảng 65% hòn đảo bị các sông băng bao phủ. Đảo Komsomolets có chỏm băng lớn nhất nước Nga, Chòm băng Viện Khoa Học.
Phần đất không bị băng bảo phủ của đảo chủ yếu gồm đất nhiều mùn và cát xốt, một sa mạc lãnh nguyên với rêu và địa y rải rác.
Hòn đảo được Boris Vilkitsky khám phá ra vào năm 1913, song tính chất là một hòn đảo của nó chỉ được chứng minh vào năm 1931, khi Georgy Ushakov và Nikolay Urvantsev vẽ bản đồ quần đảo trong chuyến thám hiểm của họ vào những năm 1930-32.. Họ đặt tên cho hòn đảo theo từ để chỉ các nam đoàn viên Đoàn Thanh niên Cộng sản Liên Xô (Komsomol).
Có đề xuất về việc đổi tên hòn đảo thành Svyataya Mariya (Thánh Maria).